# Werner Thissen

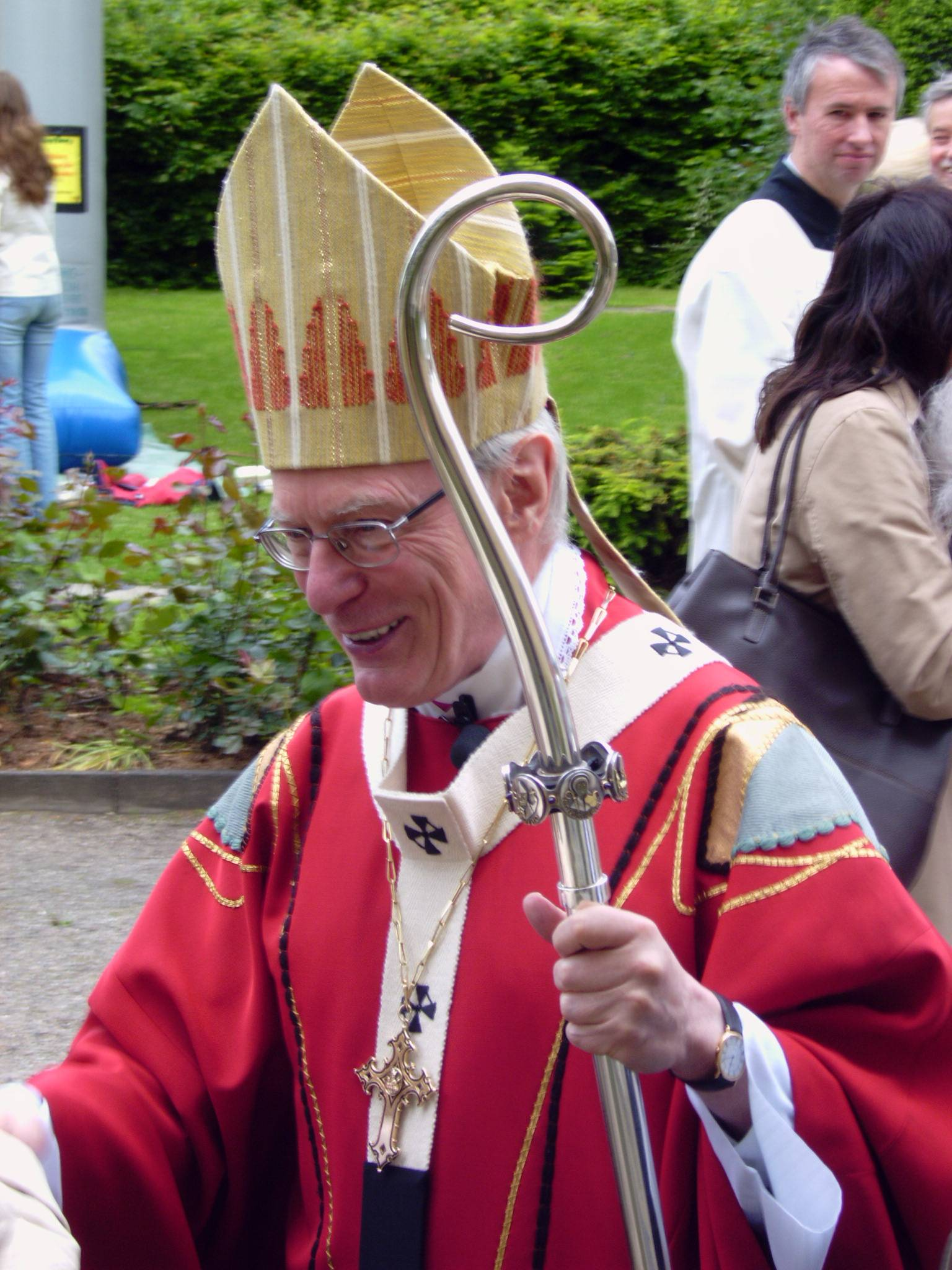
Erzbischof Werner Thissen (2007)

Erzbischofswappen

Werner Thissen (* 3. Dezember 1938 in Kleve; † 15. April 2025 in Hamburg) war ein deutscher römisch-katholischer Geistlicher und Erzbischof von Hamburg und damit Metropolit der Norddeutschen Kirchenprovinz.

## Leben und Werdegang
Werner Thissen begann nach dem Abitur am Collegium Augustinianum Gaesdonck zunächst ein Wirtschaftsstudium in Köln. Schließlich studierte er Katholische Theologie und Philosophie an der Universität Münster. Während seines Studiums wurde er aktives Mitglied des Katholischen Studentenvereins Germania Münster im KV. Am 29. Juni 1966 empfing Thissen in Münster das Sakrament der Priesterweihe. Anschließend war er bis 1969 Kaplan in St. Josef in Dorsten, von 1969 bis 1971 Spiritual am Collegium Johanneum in Ostbevern und von 1971 bis 1977 Subregens am Priesterseminar des Bistums Münster. Im Jahre 1974 wurde er mit einer Arbeit über das Markus-Evangelium zum Dr. theol. promoviert. Seit 1977 war er als Leiter der Hauptabteilung Seelsorge im Bischöflichen Generalvikariat in Münster tätig und wurde in demselben Jahr zum Geistlichen Rat ernannt. 1984 wurde er zum residierenden Domkapitular an der Hohen Domkirche in Münster berufen. 1986 ernannte ihn Bischof Reinhard Lettmann zu seinem Generalvikar, ein Amt, in das ihm 1999 Norbert Kleyboldt nachfolgte. Während dieser Zeit gehörte Thissen fast zehn Jahre lang zum Kreis der Sprecher der ARD-Sendung Das Wort zum Sonntag.
Papst Johannes Paul II. ernannte Thissen am 16. April 1999 zum Titularbischof von Scampa und zum Weihbischof im Bistum Münster. Die Bischofsweihe spendete ihm am 24. Mai 1999 der Bischof von Münster, Reinhard Lettmann; Mitkonsekratoren waren die Weihbischöfe in Münster, Alfons Demming und Heinrich Janssen. Sein bischöflicher Wahlspruch war „In Christo nova creatura – In Christus eine neue Schöpfung“. Im Bistum Münster war Thissen als Regionalbischof für die Region Borken-Steinfurt zuständig. Im November 2019 räumte Thissen in einem Interview schwere Fehler im Umgang mit sexuellem Missbrauch aus seiner Zeit als Verantwortungsträger im Bistum Münster ein.
2000 wurde er von Kardinal-Großmeister Carlo Kardinal Furno zum Großoffizier des Ritterordens vom Heiligen Grab zu Jerusalem ernannt und am 7. Oktober 2000 durch Anton Schlembach, Großprior der deutschen Statthalterei, investiert. Er war von 2005 bis 2013 Prior der Norddeutschen Ordensprovinz des Ritterordens vom Heiligen Grab zu Jerusalem; sein Nachfolger wurde Dechant Bernhard Stecker. Am 22. November 2002 ernannte ihn Papst Johannes Paul II. zum Erzbischof von Hamburg. Die feierliche Amtseinführung fand am 25. Januar 2003 statt. Das vom Erzbischof entsprechend dem kanonischen Recht zum Abschluss seines 75. Lebensjahres eingereichte, altersbedingte Rücktrittsgesuch, wurde von Papst Franziskus am 21. März 2014 angenommen.
Thissen war Mitglied der Weltkirche-Kommission der Deutschen Bischofskonferenz sowie Vorsitzender der Unterkommission für Fragen der Entwicklungshilfe und hier insbesondere für das Bischöfliche Hilfswerk Misereor zuständig.
Werner Thissen verstarb in der Nacht zum 15. April 2025 in Hamburg, wo er am 24. April 2025 im St.-Marien-Dom beigesetzt wurde.

## Ehrungen und Auszeichnungen
- Ernennung zum Großoffizier des Ritterordens vom Heiligen Grab zu Jerusalem (2000)
- Ernennung zum Ehrendomkapitular des Domkapitels zu Münster (2002); entzogen durch Bischof Felix Genn am 4. November 2022 aufgrund schwerer Verfehlungen im Umgang mit Fällen sexualisierter Gewalt[10]